# Alaris

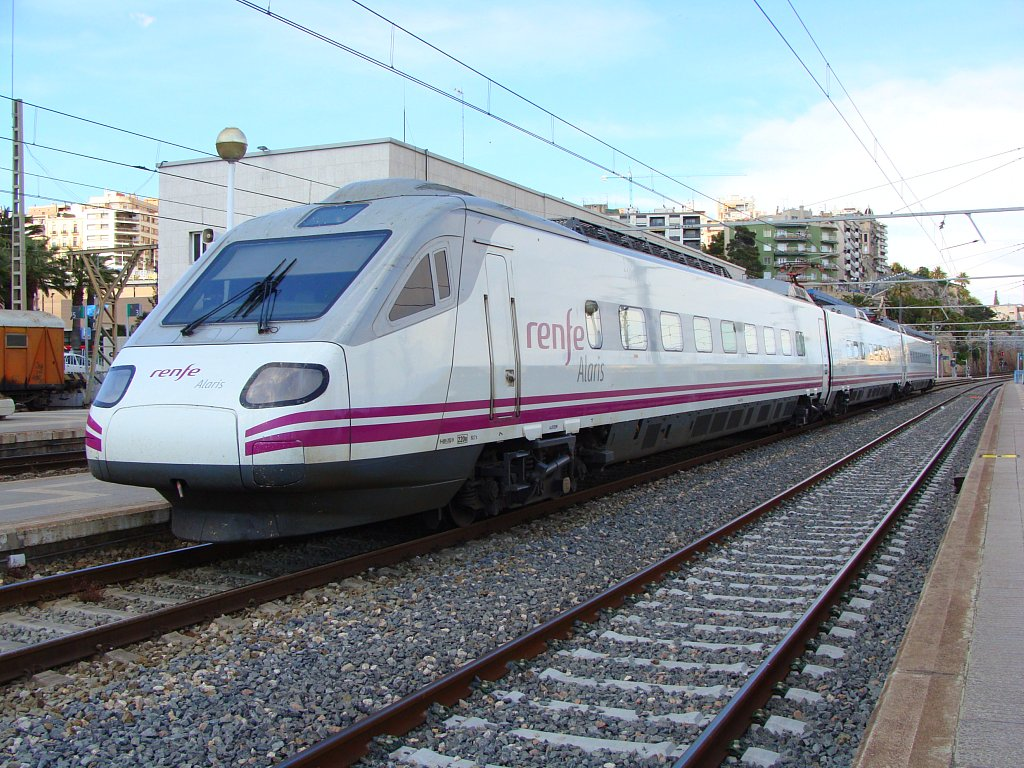
Egy Alaris RENFE 490 sorozatú villamos motorvonat

Az Alaris egy márkanév volt, mellyel a spanyol regionális vonatokat jelölték. A járatokat a RENFE üzemeltette. A szolgáltatást a RENFE 490, RENFE 120 és RENFE 130 sorozatú motorvonatok szolgálták ki.

## Története
Az 1990-es évek felénél a RENFE felismerte, hogy szükség van a régi Talgo III szerelvények helyett új villamos motorvonatokra. A pályázatot a General Electric Company plc nyerte meg, melynek tagjai az Alstom és a FIAT Ferroviaria voltak. Az új motorvonat az ETR 490 sorozat lett, mely hasonló az Olaszországban közlekedő ETR 470 sorozathoz, amely a Cisalpino hálózaton is közlekedett. Az új szerelvényeket Madrid és Valencia között helyezték üzembe új kék színben, új logóval Alaris márkanéven. A vonatok kialakítása hasonló volt a repülőgépek business osztályához, az utasok rendelkezésére állt stewardess, étterem/snack bár, sajtószolgálat, személyes multimédia állomás, baby sitter, és az állomáson ingyenes parkoló.

## Útvonal
Az Alaris járatok az alábbi viszonylatokon közlekedtek:
- Barcelona-Sants ↔ Valencia-Nord.
- Valencia-Nord ↔ Alcázar de San Juan.
- Valencia-Nord ↔ Albacete-Los Llanos.
- Madrid Atocha ↔ Valencia-Norte / Gandía / Castellón / Oropesa del Mar.
- Barcelona-Sants ↔ Sevilla-Santa Justa / Málaga-María Zambrano.
- Barcelona-Sants ↔ Alicante-Terminal.

## Állomások listája
| Név                               | Közigazgatási egység  | Vasútvonal | Szolgáltatások | Kép |
| --------------------------------- | --------------------- | --- | --- | --- |
| Estación de Albacete-Los Llanos   | Albacete              | Madrid–Levante nagysebességű vasútvonal Madrid-Valencia-vasútvonal | Alvia Alta Velocidad Española Alaris InterCity Iryo Avant Ouigo España |     |
| Estación de Alcázar de San Juan   | Alcázar de San Juan   | Madrid-Valencia-vasútvonal Alcázar de San Juan–Cádiz-vasútvonal | Alaris InterCity Altaria Talgo Trenhotel |     |
| Estación de Alicante-Terminal     | Alicante              | Madrid–Levante nagysebességű vasútvonal Valencia–Alicante-vasútvonal Murcia–Alicante-vasútvonal Línea La Encina-Alicante                                                                                   | Alvia Alta Velocidad Española Alaris Euromed InterCity Ouigo España Iryo Línea C-1 (Cercanías Murcia/Alicante) Línea C-3 (Cercanías Murcia/Alicante) |     |
| Estación de Barcelona Sants       | Sants                 | Madrid–Barcelona nagysebességű vasútvonal Sant Vicenç de Calders–Barcelona-vasútvonal Madrid-Barcelona-vasútvonal Barcelona-Manresa-Lleida-Almacelles-vasútvonal Barcelona-Vilafranca-Tarragona-vasútvonal | Alvia Alta Velocidad Española Trenhotel Alaris Avant Euromed TGV InterCity Elipsos Estrella Ouigo España Rodalies Barcelona 1-es vonal Rodalies de Barcelona 2-es vonal Rodalies Barcelona 3-as vonal Rodalies Barcelona 4-es vonal Línea R11 Línea R13 Línea R14 Línea R15 Línea R16 Línea 34 Línea 1 líne R2 sud ligne R2 Nord Iryo |     |
| Estación de Bobadilla             | Antequera             | Córdoba–Málaga-vasútvonal Algeciras-Bobadilla-vasútvonal Granada-Fuente de Piedra-vasútvonal | Alaris |     |
| Estación de Castellón de la Plana | Castellón de la Plana | Línea 50 Tarragona-Valencia-vasútvonal | Alvia Trenhotel Alaris Euromed InterCity Línia 6 |     |
| Estación de Gandía                | Gandia                | Línea Silla-Gandía | Alaris InterCity Línea C-1 |     |
| Estación de Oropesa del Mar       | Orpesa                | Tarragona-Valencia-vasútvonal | Alvia Alaris InterCity Talgo |     |
| Estación de Sevilla-Santa Justa   | Sevilla               | Madrid–Sevilla nagysebességű vasútvonal Sevilla-Cádiz nagysebességű vasútvonal Alcázar de San Juan–Cádiz-vasútvonal                                                                                        | Alta Velocidad Española Alaris Avant AVE Lanzadera Ouigo España Línea C-1 (Cercanías Sevilla) Línea C-2 (Cercanías Sevilla) Línea C-3 (Cercanías Sevilla) Línea C-4 (Cercanías Sevilla) Línea C-5 (Cercanías Sevilla) Iryo |     |
| Estación de Tarragona             | Tarragona             | Tarragona-Valencia-vasútvonal Barcelona-Vilafranca-Tarragona-vasútvonal Madrid-Barcelona-vasútvonal Tarragona-Reus-Lérida-vasútvonal Miraflores-Tarragona-vasútvonal                                       | Trenhotel Euromed Alaris Estrella InterCity RT1 RT2 |     |
| Valencia Estación del Norte       | Valencia              | Tarragona-Valencia-vasútvonal Valencia–Alicante-vasútvonal Madrid-Valencia-vasútvonal Valencia-Liria railway                                                                                               | Trenhotel Alaris Euromed InterCity Talgo Línea C-1 Línea C-2 Línia 5 Línia 6 Línea C-3 |     |

## Kritika
Annak ellenére, hogy új, modern vonatok nagyobb hangsúlyt fektettek a minőségre és a sebességre, az  Alarist mégis több kritika érte.
Néhány jellemző, ahol az Alaris nem felelt meg az elvárásoknak:
- Az Alaris csak 13 perccel volt gyorsabb az előző (IC-UT-448) járathoz képest,
- Csak 160 ülőhely volt egy vonatban a korábbi 206-hoz képest, ez azt jelenti, hogy korábban kellett helyet foglalni, ha utazni szeretnénk,
- Az Alaris drágább volt, mint az eredeti BonoCity, mely napi 4x közlekedett Madrid és Valencia között, miután megszűnt, az eljutás a két város között drágább lett.